# Międzynarodowa Rada Portów Lotniczych
Międzynarodowa Rada Portów Lotniczych — (ang. Airports Council International, ACI) — organizacja zrzeszająca władze portów lotniczych, której celem jest ujednolicenie praktyk branżowych w zakresie standardów lotniskowych; Jest globalnym stowarzyszeniem reprezentującym porty lotnicze na całym świecie. Służy jako głos branży lotniskowej, opowiadając się za polityką i praktykami, które promują bezpieczną i zrównoważoną działalność lotnisk. Zrzesza ponad 1900 portów lotniczych w 177 krajach, ACI ściśle współpracuje z rządami, organami regulacyjnymi i innymi interesariuszami z branży. Założona została w 1991 roku; Jej siedziba (ACI World) znajduje się w Montrealu w Kanadzie. 
ACI ściśle współpracuje z Organizacją Międzynarodowego Lotnictwa Cywilnego (ICAO), w celu opracowania i wdrożenia globalnych standardów i polityk dotyczących lotnictwa; Utrzymuje również ścisłą współpracę z Międzynarodowym Zrzeszeniem Przewoźników Powietrznych (IATA). 